# Brittenia subacaulis
Brittenia es un género monotípico de plantas fanerógamas pertenecientes a la familia Melastomataceae. Su única especie: Brittenia subacaulis Cogn., es originaria de Malasia.

## Taxonomía
El género fue descrito por Célestin Alfred Cogniaux y publicado en Handleiding tot de Kennis der Flora van Nederlandsch Indië 1: 503, 515, en el año 1890.